# 比什努布尔
比什努布尔（曼尼普尔语: ꯕꯤꯁ꯭ꯅꯨꯄꯨꯔ，Bishnupur）是印度曼尼普尔邦比什努布尔县的一个城镇。